# Orobanche
- Commons
- Wikispecies

Orobanche L. é um género botânico pertencente à família Orobanchaceae.
As espécies são nativas das regiões temperadas do hemisfério norte.

## Sinonímia
| - Phelypaea L. - Anoplanthus Endl. | - Anoplon Rchb. - Phelipaea Desf. |

## Espécies
Existem aproximadamente 715 espécies.
Uma das espécies mais interessantes é a Orobanche minor que não possui clorofila, alimentando-se de outras plantas. Outra Orobanche conhecida é a Orobanche ramosa, planta parasita, que se instala nas raízes da planta hospedeira e daí retira os nutrientes necessários à sua sobrevivência. Podem parasitar os tomateiros, os pimenteiros, a planta da batata, entre outras, sendo consideradas pragas das hortas. Outra espécie do mesmo gênero é a Orobanche crenata da flora ibérica, também pasasita, que que ataca a faveira e a ervilheira, entre outras plantas como erva-toira e erva-toura.
- Outras espécies:

| - Orobanche alba - Orobanche alsatica - Orobanche amethystea - Orobanche arenaria - Orobanche cernua - Orobanche caryophyllacea - Orobanche elatior - Orobanche fasciculata - Orobanche gracilis - Orobanche grayana | - Orobanche hederae - Orobanche loricata - Orobanche ludoviciana - Orobanche lutea - Orobanche maritima - Orobanche purpurea - Orobanche rapum-genistae - Orobanche reticulata - Orobanche teucrii - Orobanche uniflora |

- «Lista completa»

## Classificação do gênero
| Sistema | Classificação                        | Referência               |
| ------- | ------------------------------------ | ------------------------ |
| Linné   | Classe Didynamia, ordem Angiospermia | Species plantarum (1753) |